# Distribuição digital de jogos eletrônicos
Na indústria de jogos eletrônicos, distribuição digital é o processo de entrega de conteúdo de videogame como informação digital, sem a troca ou compra de novas mídias físicas. Esse processo existe desde o início dos anos 80, mas foi apenas com os avanços da rede em recursos de largura de banda no início dos anos 2000 que a distribuição digital se tornou mais proeminente como método de venda de jogos. Atualmente, o processo é dominado pela distribuição online pela internet de banda larga.
Para facilitar a venda de jogos, várias publicadoras de jogos eletrônicos e fabricantes de consoles criaram suas próprias plataformas para distribuição digital. Essas plataformas, como Steam, Origin e Xbox Live Marketplace, fornecem serviços centralizados para compra e download de conteúdo digital para consoles de jogos eletrônicos ou PCs específicos. Algumas plataformas também podem servir como sistemas de gerenciamento de direitos digitais, limitando o uso de itens comprados a uma conta.
A distribuição digital de videogames está se tornando cada vez mais comum, com os principais editores e varejistas prestando mais atenção às vendas digitais, incluindo Steam, PlayStation Store, Amazon.com, GAME, GameStop e outras. De acordo com estudo realizado pela SuperData Research, o volume de distribuição digital de videogames em todo o mundo foi de US$ 6,2 bilhões por mês em fevereiro de 2016, e alcançou US$ 7,7 bilhões por mês em abril de 2017.

## História

### Anos 80
Antes das conexões com a Internet se tornarem difundidas, havia poucos serviços para distribuição digital de jogos, e a mídia física era o método dominante de distribuição de jogos eletrônicos. Um dos primeiros exemplos de distribuição digital em jogos eletrônicos foi a GameLine, que operou no início dos anos 80. O serviço permitiu que os proprietários do Atari 2600 usassem um cartucho especializado para se conectar por meio de uma linha telefônica a um servidor central e alugar um jogo eletrônico por 5 a 10 dias. O serviço GameLine foi encerrado durante o crash dos jogos eletrônicos de 1983.

### Anos 90
Apenas alguns serviços de distribuição digital para consoles apareceriam nos anos 90. Entre eles estavam o Sega Meganet e o Sega Channel, da Sega, lançados em 1990 e 1994, respectivamente, proporcionando aos proprietários do Mega Drive acesso a jogos sob demanda e outros serviços. Periféricos e serviços similares seriam lançados para o Super Famicom (Satellaview) e o Nintendo 64 (Randnet) no Japão.
Nos PCs, a distribuição digital foi mais prevalente. No final dos anos 80 e início dos anos 90, antes da adoção generalizada da Internet, era comum os desenvolvedores de software fazerem o upload de demos e shareware para o Bulletin Board Systems. Na maioria dos casos, as versões demo ou shareware continham um anúncio para o jogo completo com instruções de pedido para uma cópia física do jogo ou software completo. Alguns desenvolvedores usaram um sistema de licenciamento onde as "versões completas" poderiam ser desbloqueadas do software baixado com a compra de uma chave, tornando este método o primeiro verdadeiro método de distribuição digital para o PC Software. Exemplos notáveis incluem o Software Creations BBS e o ExecPC BBS, os quais continuam a existir hoje - embora de uma forma muito diferente. Os sistemas Bulletin Board, no entanto, não estavam interconectados, e os desenvolvedores teriam que fazer o upload de seu software para cada site. Além disso, os BBSs exigiam que os usuários fizessem uma ligação telefônica com um modem para acessar seu sistema. Para muitos usuários isso significava incorrer em tarifas de longa distância. Esses fatores contribuíram para um declínio acentuado no uso do BBS no início dos anos 90, coincidindo com o aumento de provedores de internet de baixo custo.
Em meados da década de 1990, com o surgimento da Internet, surgiram exemplos individuais iniciais de distribuição digital sob o uso desse novo meio, embora não houvesse serviços significativos para ele. Por exemplo, em 1997, a produtora de jogos eletrônicos Cavedog distribuiu regularmente conteúdo adicional para o jogo de computador de estratégia em tempo real Total Annihilation como downloads na internet através do seu website.
Além disso, os usuários usaram a internet para distribuir seu próprio conteúdo. Sem acesso à infraestrutura de varejo que permitiria a distribuição desse conteúdo por meio de mídia física, o conteúdo criado pelo usuário, como modificações de jogos, mapas ou patches de fãs, só poderia ser distribuído on-line.

### Anos 2000
Neste tempo, as conexões de internet eram rápidas e numerosas o suficiente para que a distribuição digital de jogos e outros conteúdos relacionados se tornassem viáveis.

#### Consoles
A proliferação de consoles habilitados para internet permitiu também conteúdo adicional comprável que poderia ser adicionado em jogos de varejo completos, como mapas, roupas no jogo e jogabilidade. Esse tipo de conteúdo, chamado DLC (conteúdo para download), torna-se predominante para consoles nos anos 2000.

#### PC
Uma das primeiras inovadoras da ideia de distribuição digital no PC foi a Stardock. Em 2001, a Stardock lançou o Stardock Central para distribuir e vender digitalmente seus próprios títulos de PC, seguido por um serviço chamado Drengin.net com um modelo de pagamento anual no verão de 2003. Em 2004, o modelo de assinatura foi substituído pelo TotalGaming.net que permitia compras individuais ou pagava uma taxa inicial por tokens que lhes permitia comprar jogos com desconto. Em 2008, a Stardock anunciou o Impulse, uma plataforma de distribuição digital de terceira geração, que incluía jogos independentes de terceiros e grandes títulos de editoras. A plataforma foi vendida para a GameStop em maio de 2011.
O período entre 2004 e agora viu o surgimento de muitos serviços de distribuição digital no PC, como o Amazon Digital Services, GameStop, Games for Windows - Live, Origin, Direct2Drive, GOG.com, GamersGate e vários outros. As propriedades e políticas oferecidas diferem significativamente entre os serviços de distribuição digital: por exemplo, enquanto a maioria dos distribuidores digitais não permite a revenda de jogos comprados, o Green Man Gaming permite isso.
Em 2004, a Valve Corporation lançou a plataforma Steam para computadores Windows (mais tarde expandida para Mac OS e Linux) como um meio de distribuir jogos eletrônicos desenvolvidos pela Valve. A Steam tem a especialidade de que os clientes não compram jogos, mas sim o direito de usar jogos, que podem ser revogados quando uma violação do contrato de licença do usuário final é vista pela Valve ou quando um cliente não aceita alterações no contrato de licença de usuário final. A Steam começou mais tarde a vender títulos de desenvolvedores independentes e grandes distribuidores e desde então se tornou o maior distribuidor digital de PCs. Em 2011, a Steam tem aproximadamente 50-70% do mercado de jogos de PC para download, com uma base de usuários de cerca de 40 milhões de contas.
Em 2008, o site gog.com (antigamente chamado Good Old Games) foi iniciado, especializado na distribuição de jogos antigos e clássicos de PC. Enquanto todos os outros serviços de DD permitem várias formas de DRM (ou até mesmo incorporá-los), o gog.com tem uma política rígida de não-DRM. O Desura foi lançado em 2010. O serviço foi notável por ter um forte apoio da comunidade modding e também tem um cliente de código aberto, chamado Desurium. A Origin, uma nova versão da loja online da Electronic Arts, foi lançada em 2011 para competir com a Steam e outras plataformas de distribuição digital no PC.

### Anos 2010

#### Jogos para celular
A distribuição digital é o método dominante de fornecimento de conteúdo em plataformas móveis, como dispositivos iOS e celulares Android. Barreiras menores à entrada permitiram que mais desenvolvedores criassem e distribuíssem jogos nessas plataformas, com o setor de jogos móveis crescendo consideravelmente como resultado.

#### Jogos para console
Hoje, cada um dos principais consoles atuais (Nintendo Switch, Xbox One e PlayStation 4) tem sua própria plataforma de distribuição digital para vender jogos exclusivos para formatos digitais e versões digitais de jogos de varejo. Estes são a Nintendo eShop, Xbox Games Store e PlayStation Store, respectivamente. A Xbox Games Store da Microsoft, a eShop da Nintendo e a PlayStation Store, da Sony vendem jogos de varejo completos, juntamente com outros produtos, como o DLC.

## Implicações
As principais vantagens da distribuição digital sobre o anteriormente dominante distribuição por varejo de jogos eletrônicos incluem a redução significativa dos custos de produção, implantação e armazenamento.
A distribuição digital também oferece novas possibilidades estruturais para toda a indústria de jogos eletrônicos, que, antes do surgimento da mídia digital como um meio relevante de distribuição, era geralmente construída em torno da relação entre a desenvolvedora de jogos eletrônicos, que produzia o jogo, e a publicadora de jogos eletrônicos, que financiou e organizou a distribuição e a venda. Os altos custos de produção no início dos anos 2000 fizeram com que muitas publicadoras de jogos eletrônicos evitassem riscos e levaram à rejeição de muitos projetos de desenvolvimento de jogos de menor escala. Gabe Newell, cofundador da Valve, o desenvolvedor e proprietário de direitos de propriedade intelectual da Steam, descreveu as desvantagens da distribuição física de varejo para desenvolvedores de jogos menores como:
"Os piores dias [para desenvolvimento de jogos] foram os dias de cartucho para o NES. Era um risco enorme - você tinha todo esse dinheiro amarrado em silício em um depósito em algum lugar, e assim você seria conservador nas decisões que achava que poderia fazer, muito conservador nas IPs que assinou, sua direção de arte não mudaria , e assim por diante. Agora é o extremo oposto: podemos colocar algo no Steam, entregá-lo para pessoas de todo o mundo, fazer alterações. Podemos assumir riscos mais interessantes.[...] O varejo não sabe como lidar com esses jogos. No Steam [um distribuidor digital], não há restrição de espaço nas prateleiras."Original (em inglês): — Gabe Newell (em inglês)
Desde a década de 2000, quando a distribuição digital viu seu primeiro aumento significativo em popularidade, um número crescente de títulos de nicho de mercado foi disponibilizado e tornou-se comercialmente bem sucedido, incluindo (mas não limitado a) remakes de jogos clássicos. As novas possibilidades de distribuição digital estimularam a criação de títulos de jogos de pequenos produtores de jogos eletrônicos, como desenvolvedores de jogos independentes e modders (por exemplo, Garry's Mod), que antes não eram comercialmente viáveis.

### Desenvolvimento de jogos independentes
A crescente prevalência da distribuição digital permitiu que desenvolvedores de jogos independentes vendessem e distribuíssem seus jogos sem ter que negociar acordos com publicadoras. Não mais precisando confiar nas vendas físicas convencionais do varejo, desenvolvedores independentes obtiveram sucesso através da venda de jogos que normalmente não seriam aceitos pelas publicadoras para distribuição. O PC e as plataformas móveis são os mais proeminentes no que diz respeito à distribuição independente de jogos, com serviços como GOG.com, GamersGate, Steam e a App Store do iOS oferecendo maneiras de vender jogos com custos de distribuição mínimos ou nulos. Algumas plataformas de distribuição digital existem especificamente para distribuição de jogos indies, como o Xbox Live Indie Games.

## Vantagens e desvantagens do comprador
Em comparação com jogos fisicamente distribuídos, jogos digitais como os oferecidos no serviço de distribuição digital da Steam não podem ser perdidos ou destruídos, e podem ser baixados novamente a qualquer momento. Serviços como Steam, Origin e Xbox Live não oferecem maneiras de vender jogos usados uma vez que eles não são mais desejados, mesmo que alguns serviços como o Steam tenham opções de compartilhamento familiar. Isso também é um pouco contraindicado pelas frequentes vendas oferecidas por esses distribuidores digitais, muitas vezes permitindo grandes economias vendendo a preços abaixo do que um varejista pode oferecer.
Em contraste com os jogos fisicamente distribuídos, os jogos digitais podem ser adquiridos imediatamente, sem sair de casa. Desta forma, os jogadores têm acesso imediato aos jogos.

## Exemplos de sistemas de distribuição digital de jogos eletrônicos

### Atual
- Console
  - DSi Shop
  - Microsoft Store
  - Nintendo eShop
  - PlayStation Store
- Móvel
  - Amazon Appstore
  - Google Play
  - iTunes
  - Samsung Galaxy Store
- PC
  - Battle.net
  - Beamdog[28]
  - Bethesda.net[28]
  - Direct2Drive (D2D)
  - Discord
  - DotEmu
  - Epic Games Store
  - GameHouse[28]
  - Game Jolt
  - GamersGate[28]
  - GOG[28]
  - Green Man Gaming[28]
  - Itch[28]
  - Gamesplanet (Metaboli)
  - Microsoft Store
  - Origin
  - Playism[28]
  - Steam[28]
  - Uplay
- Arcade
  - ALL.Net
  - NESiCAxLive

### Obsoletos
- Awomo
- GameLine (início dos anos 80)
- Famicom Modem (1988)
- IndieVania[28]
- LittleIndie[28]
- Nintendo Power (cartucho) (19?? a 20??)
- Sega Channel (1998)
- Satellaview (2000)
- Nintendo 64DD Randnet (2000)
- iQue Depot (2016)
- Desura[28] (26 de setembro de 2017)
- Wii Shop Channel (30 de janeiro de 2019)[29]